# Rómulo Muro
Rómulo Muro y Fernández (San Martín de Pusa, 1867-provincia de Madrid, 1927) fue un periodista, dramaturgo y poeta español.

## Biografía
Nacido en la localidad toledana de San Martín de Pusa en 1867, estudió Derecho en la Universidad Central de Madrid. Comenzó su carrera periodística a los catorce años de edad, llegando a ser a lo largo de su carrera director de los semanarios El Nuevo Intermedio de Barcelona y El Fénix de Villanueva de la Serena; así como redactor jefe del Diario de Toledo y de La Campana Gorda, ambos de la ciudad de Toledo; y redactor de los diarios Los Debates y El Nacional, el bisemanario El Monitor del Comercio, los semanarios El Garrote, La Patria y El Censor, los decenarios La Defensa Profesional y La Ilustración del Profesorado Hispanoamericano, de Madrid, y de la Agencia telegráfica Almodóvar. Fue corresponsal telegráfico de muchos diarios de Madrid, Toledo, Zaragoza y Santander, así como corresponsal literario y colaborador de El Sinapismo y Blanco y Negro de Madrid, El Heraldo Toledano, El Fénix Talaverano, La Universidad de Barcelona, El Iris y Extremadura Literaria de Badajoz. Más adelante colaboraría en publicaciones como Toledo. Revista de Arte, Castilla, Blanco y Negro y ABC, entre otras. Enfermo, en diciembre de 1926 se retiró a su residencia en Villalba. Falleció el 30 de agosto de 1927 y fue enterrado en el cementerio de La Almudena de Madrid.
Publicó obras como Olas y espumas poesías, Cantares y coplas, Hombres de Toledo, Poesías invisibles, Gotas de cera, Mostacilla y pimienta, Albaricoques de Toledo, Cosas de mi tierra, así como trabajos dramáticos con títulos como La Tiple ingeniosa, El Pozo amargo, El Cristo de la Misericordia, El Delirio de un loco, Mr. Secrag, Las Brevas, Agencia literaria.